# Ayana Gempei
Ayana Gempei (jap. 源平彩南 Gampei Ayana; ur. 1 czerwca 1996) – japońska zapaśniczka walcząca w stylu wolnym. Brązowa medalistka mistrzostw świata w 2018. Piąta na igrzyskach azjatyckich w 2018. Wicemistrzyni Azji w 2017. Triumfatorka Pucharu Świata w 2018. 
Pierwsza na MŚ U-23 w 2017 i 2018. Mistrzyni świata juniorów w 2016, a także Azji w 2015 i 2016 roku.
Absolwentka Shigakkan University w Ōbu.